# ゲンナイ製薬
ゲンナイ製薬株式会社（ゲンナイせいやく、Gennai Pharmaceutical Co.,Ltd.）は、東京都千代田区に本社を置く、化粧品、医薬部外品の企画・製造販売を行う日本の企業である。主に時期別葉酸サプリ、妊活サプリを扱っている。
コーポレートスローガンは「笑顔の種をお届けします。」。

## 概要
- 2009年（平成21年）：東京都中央区に設立され、2010年（平成22年）化粧品製造販売許可取得すると同時に敏感肌化粧品クリームを販売開始（現在販売終了）。
- 2011年（平成23年）：医薬部外品製造許可を取得、化粧品クリームを医薬部外品の敏感肌薬用クリームにリニューアルし販売開始。
- 2012年（平成24年）には妊活情報サイト妊サポ提供開始に合わせてサプリメントを販売開始。
- 2013年（平成25年）元K-1王者魔裟斗とCM契約[1]。年末には男性向けの妊活サプリメントを販売開始。
- 2014年（平成26年）：本社を八重洲から東京都中央区新川に移転。
- 2015年（平成27年）：この年より魔裟斗に加え矢沢心とも契約[2]、妊活メッセンジャーに就任。5月医療法人男健会　北村クリニックと提携。[3]旧薬用製品から新しい敏感肌クリームを販売開始。9月にはプライバシーマークを取得[4]。10月より魔裟斗、矢沢心が夫婦一緒としては初のパーソナリティとなるニッポン放送「ゲンナイ製薬Presents 笑顔のミナモト[5]がスタート。また、フジテレビミニ番組枠「夫婦JAPAN」[6]の提供をスタート。大晦日TBS KYOKUGEN内の魔裟斗VS山本KID戦のスポンサーとなる。
- 2016年（平成28年）：TOKYO MX5時に夢中!、ニッポン放送ショーアップナイターのスポンサーとなる。
- 2017年（平成29年）：葉酸サプリの販売を開始し、各製品に安心安全マークを取得。10月よりニッポン放送オールナイトニッポンのスポンサー。
- 2018年（平成30年）：新たに時期別葉酸サプリの販売を開始し、各製品に安心安全マークプラスを取得。12月本社を新川から東京都千代田区有楽町に移転。
- 2019年（令和元年）：日本通信販売協会（JADMA)の本会員となる。
- 2020年（令和2年）：厚生労働省より2020くるみん対象企業として認定

## 沿革
- 2009年（平成21年）
  - 中央区入船に設立。
- 2010年（平成22年）
  - 化粧品製造販売許可取得。
  - 化粧品クリーム販売開始。
  - 本社を中央区八重洲に移転。
- 2011年（平成23年）
  - 医薬部外品製造販売許可取得。
  - 薬用クリーム販売開始。
- 2012年（平成24年）
  - 妊活サプリメント販売開始。
- 2013年（平成25年）
  - 元K-1王者魔裟斗とCM契約。
- 2014年（平成26年）
  - 本社を中央区新川に移転 。男性向け妊活サプリメントを販売開始。
  - 医療法人男健会　北村クリニックと提携開始（不妊、泌尿器科）
- 2015年（平成27年）
  - 不妊体験者を支援するNPO法人Fineダイヤモンドサポーター契約[7]。
  - 矢沢心を迎え、魔裟斗と夫婦2人で妊活メッセンジャーとしてCM契約。
  - 旧製品に変わる敏感肌用化粧品クリーム販売開始。
  - 4年目を迎えた妊活サプリメントを提携医院と共同開発しリニューアル、販売開始。
  - プライバシーマーク取得。
  - テレビ、ラジオ番組の提供スタート。
- 2016年（平成28年）
  - ママ社員が中心となった幼児用地下足袋「FUMFUM」を発売。
  - ウーマンエキサイトが提唱するWe love赤ちゃんキャンペーンに賛同。
- 2017年（平成29年）
  - 葉酸サプリ市場に本格参入
  - 妊活サプリメントをリニューアル、価格見直し。
  - 葉酸サプリメント、妊活サプリメントが安全安心マークプラスを取得。
  - 妊活サプリメントがGMP工場認定製品となる。
- 2018年（平成30年）
  - 前年度製品が好調のため時期別葉酸サプリへとリニューアル。
  - 妊活サプリメント価格見直し。
  - 月に2〜3本妊活に関するリリースを発表。
  - 本社を千代田区有楽町に移転 。
- 2019年（令和元年）
  - 恋叶えるコスメ【IZUMONO】販売開始。
  - 美容サプリ【EQLULU】販売開始
  - 四季ごとに厚さ長さが異なる「四季のはらまき」あなたになじむシリーズを販売開始。
- 2020年（令和2年）
  - はらまき等の衣類を「体感温度を2度上げる」をコンセプトとした【プラスニド】として展開スタート。
  - 妊活サプリメントをリニューアル、価格見直し

- 2021年（令和3年）
- 【プラスニド】の初の店舗プラスニド丸の内を新有楽町ビルにオープン

## 広報活動
2015年（平成27年）
- 10月
  - ニッポン放送にて「ゲンナイ製薬Presents笑顔のミナモト」スタート。
  - フジテレビにて「夫婦JAPAN」スタート。
  - ラジオ、テレビCMスタート。
  - 「結婚後の生活と恋心に関する意識調査」をリリース[8]。

- 11月
  - 「夫婦の関係と夫婦の会話に関する調査」をリリース[9]。
  - フジテレビ系列『直撃LIVE グッディ!』に情報提供[10]。

- 12月
  - 「妊活に関する意識・実態調査」をリリース[11]。

2016年（平成28年）
- 1月
  - 「愛妻とのコミュニケーション実態調査」をリリース[12]。

- 2月
  - 「夫婦デートに関する調査」をリリース[13]。

- 4月
  - 「夫婦仲と夫婦風呂に関する調査」をリリース[14]。

- 5月
  - 「産休、育休に関する調査」をリリース[15]。

- 6月
  - 「保活事情に関する調査」をリリース[16]。

- 8月
  - 「帰省時に夫婦が感じるプレッシャーに関する調査」をリリース[17]。

2017年（平成29年）
- 4月
  - 「女子力と健康美人に関する調査」をリリース[18]。

2018年（平成30年）
- 4月
  - 「母の日と父の日に関するアンケート」をリリース。

### スポンサーとして
2020年7月現在（過去実績含む）
- フジテレビ
  - 夫婦JAPAN ※番組提供（2016.3終了）
  - 明石家サンタの史上最大のクリスマスプレゼントショー2015 ※提供
  - みんなのニュース2016.4〜※提供
- TOKYO MX
  - 5時に夢中! （毎週月曜日）
- ニッポン放送
  - ゲンナイ製薬Presents笑顔のミナモト ※20分冠番組（毎週木曜日21時）
  - ショウアップナイター （毎週火曜日※2016年）
  - 菅田将暉のオールナイトニッポン（毎週月曜日、2018.3終了）※葉酸サプリプレミンと名義変更
  - 星野源のオールナイトニッポン（毎週火曜日）※同上、ただし、「菅田将暉のANN」降板後として枠移動、1時台と2時台に流れる。
  - MANKAI STAGE A3ラジオ一社提供
- TBS
  - KYOKUGEN2015　魔裟斗VS山本“KID”徳郁戦　NIPPON FIGHT協賛[19]。
  - KYOKUGEN2016　魔裟斗VS五味隆典戦　NIPPON FIGHT協賛[20]。
- TOKYO FM　
  - BLUE OCEAN内にてCM展開
  - THETRAD　ふらっととらっど提供（2021.3〜）

- 文化放送　　　　
  - 編集長稲垣吾郎　一社提供開始（2022.7〜）